# John Strong (attore)
John Strong (9 aprile 1969) è un attore pornografico e regista pornografico ucraino naturalizzato statunitense.

## Biografia
Nato in Ucraina e trasferitosi negli Stati Uniti, è entrato nell'industria pornografica nel 1998, iniziando quattro anni più tardi a dirigere per Anabolic Video e Diabolic Video. 
In carriera ha girato oltre 3600 scene e ne ha dirette 135, ottenendo ben 16 AVN Awards.

## Riconoscimenti
AVN Awards
- 2001 -  Best Anal Sex Scene (video) per In the Days of Whore con Kristi Myst, Arnold Schwartzenpecker, Brandon Iron, Brian Surewood, Dick Nasty, Gino Greco, Rod Fontana, Trevor Thompson, Valentino e Anthony Crane[3]
- 2006 – Best Three-Way Sex Scene per Tease Me Then Please Me 2 con Tyla Wynn e Michael Stefano[4]
- 2012 – Best Group Sex Scene per Asa Akira Is Insatiable 2 con Asa Akira, Erik Everhard, Toni Ribas, Danny Mountain, Jon Jon, Broc Adams e Ramon Nomar [5]
- 2015 – Best Group Sex Scene per Gangbang Me con A.J. Applegate, Erik Everhard, James Deen, Jon Jon, Mick Blue, Mr. Pete e Ramon Nomar[6]
- 2016 – Best Group Sex Scene per GangBang Me 2 con Keisha Grey, Mick Blue, James Deen, Jon Jon e Erik Everhard[7]
- 2016 - Hall of Fame - Video Branch[8]
- 2018 - Best Group Sex Scene per Angela 3 con Angela White, Mick Blue, Xander Corvus, Markus Dupree e Toni Ribas[9]
- 2019 - Best Virtual RealitySex Scene per Wonder Woman ( A XXX Parody) con Marley Brinx[10]
- 2020 - Best Gangbang Sex Scene per Angela White: Dark Side con Angela White, Markus Dupree, Mick Blue, Steve Holmes, Prince Yahshua, Jon Jon, Robby Echo, Eric John, Rob Piper, Mr. Pete e Eddie Jaye[11]
- 2021 – Best Gangbang Sex Sceneper Adriana Chechik's Extreme Gangbang con Adriana Chechik, Alex Jones, Eddie Jaye, Rob Piper e Scotty P[12]
- 2022 - Best Double Penetration Sex Scene per Angela Loves Anal 3– Scene 4 con Angela White e Michael Stefano[13]
- 2023 - Best Double-Penetration Sex Scene per Gia Scene 1: Double Penetration! con Gia Derza e Mick Blue[14]
- 2023 - Best Gangbang Sex Scene per Take Control con Angela White, Mick Blue, Isiah Maxwell, Zac Wilde e Oliver Flynn[15]
- 2023 - Best Virtual Reality Sex Scene per Dream Team con  Blake Blossom, Apryl Rein, Coco Lovelock, Delilah Day, Haley Spades, Penelope Kay, Charly Summer, Kyler Quinn, Leana Lovings, Aubree Valentine, Laney Grey, Madi Laine, Avery Black, Alexia Anders, e Izzy Lush[16]
- 2024 - Best Gangbang Sex Scene per Angela White: Unbound Part 4 con Angela White, Alex Mack, Eddie Jaye, VInce Karter, Will Pounder, Scotty P, e Mazee the Goat[17]
- 2024 - Best Virtual Reality Sex Scene per Mile High Cluv con Blake Blossom, Angel Youngs e Tru Kait[18]
- 2025 - Best Gangbang Sex Scene per Anna Claire Clouds: Dark Side con Anna Claire Clouds, Damon Dice, Jax Slayher, Hollywood Cash, Vince Karter, Milan Ponjevic, Chocolate God e Nade Nasty[19]
- 2025 - Best VR Group Sex Scene per Goth Girls: Tea Party con Angel Windell e Lola Fae[20]

XBIZ Awards
- 2015 - Best Scene– Non - Feature Release per Gangbang Me con Adriana Chechik, Chris Strokes, Erik Everhard, James Deen e Mick Blue[21][22]
- 2022 – Best Sex Scene - Virtual Reality per Wicked Wedding con Ana Foxxx, Daya Knight, Sommer Isabella e September Reign[23]
- 2023 - Best Sex Scene - Gonzo per Take Control con Angela White, Mick Blue, Oliver Flynn, Isiah Maxwell e Zac Wild[24]
- 2023 - Best Sex Scene - Carrer-First Performance per Remy's Back With A Bang con Remy LaCroix, Damon Dice, Tommy Pistol e Dante Colle[25]
- 2025 - Best Sex Scene - Performance Showcase per Anna Claire Clouds: Dark Side con Anna Claire Clouds, Hollywood Cash, Damon Dice, Chocolate Gold, Vince Karter, Nade Nasty, Slim Poke, Milan Ponjevic, Will Pounder e Jax Slayher[26]

XRCO Award
- 2001 - Best Group Sex Scene In the Days of Whore  con Kristi Myst, Arnold Schwartzenpecker, Brandon Iron, Brian Surewood, Dick Nasty, Gino Greco, Rod Fontana, Trevor Thompson, Valentino e Anthony Crane[27]
- 2004 – Best Group Scene per Flash Hunter 5 con Taylor Rain, Arnold Schwartzenpecker, Trent Tesoro e Mark Wood[28]
- 2015 - Unsung Swordsman[29]
- 2016- Unsung Swordsman[30]